# Honoré Traoré
Pour les articles homonymes, voir Traoré.
Honoré Nabéré Traoré, né le 28 septembre 1957 à Dédougou dans la région de la Boucle du Mouhoun, est un officier général burkinabé. Il est nommé chef d'état-major des armées à la suite de la révolte de 2011.
Après la démission de Blaise Compaoré, le 31 octobre 2014, à la suite d'un soulèvement populaire, il s'autoproclame chef de l’État par intérim, pour une durée de 12 mois. Il préside le pays pendant quelques heures.
Le 1er novembre 2014, l'armée publie un communiqué qui affirme son soutien au lieutenant-colonel Isaac Zida comme chef de l'État de transition. Le général Honoré Traoré en est un des signataires, ce qui implique son renoncement au pouvoir.